# KKiaPay
KKiaPay est un agrégateur de paiement développée par OpenSi qui donne la possibilité aux e-commerce et applications en ligne d'intégrer le paiement par mobile money (MTN Mobile Money, Moov Money, Orange Money, T-Money, Airtel), carte bancaire (Visa et Mastercard) et Wave en Afrique de l'Ouest Francophone .

## Historique
KKiaPay a vu le jour en 2017 au Bénin. Il est mis en place par la Fintech béninoise OpenSi, fondée par Gilles Kounou. KKiapay qui veut dire en langue Yorouba « paie vite vite » est destiné essentiellement aux institutions financières, aux  fournisseurs de services en ligne, aux PME mais aussi aux entreprises petite ou grande taille exerçant une activité commerciale.

## Disponibilité
KKiapay qui compte s’élargir à 14 autres pays, couvre déjà le Bénin, le Cameroun et la Côte d’Ivoire, le Sénégal. 

## Sécurité
KKiaPay a reçu l'autorisation à l'agence nationale de protection des données personnelles et est conforme à la norme PCI DSS, norme de sécurité de l'industrie des cartes de paiement. Les informations des cartes bancaires sont directement échangées de façon encryptée entre le périphérique de l'utilisateur et le réseau VISA ou MasterCard. Les données ne passent pas par les serveurs de KKiapay.

## Récompense
KKiaPay a reçu en 2021 le prix de la startup de l'année décernée par Afrique économie.